# Macropodus ocellatus

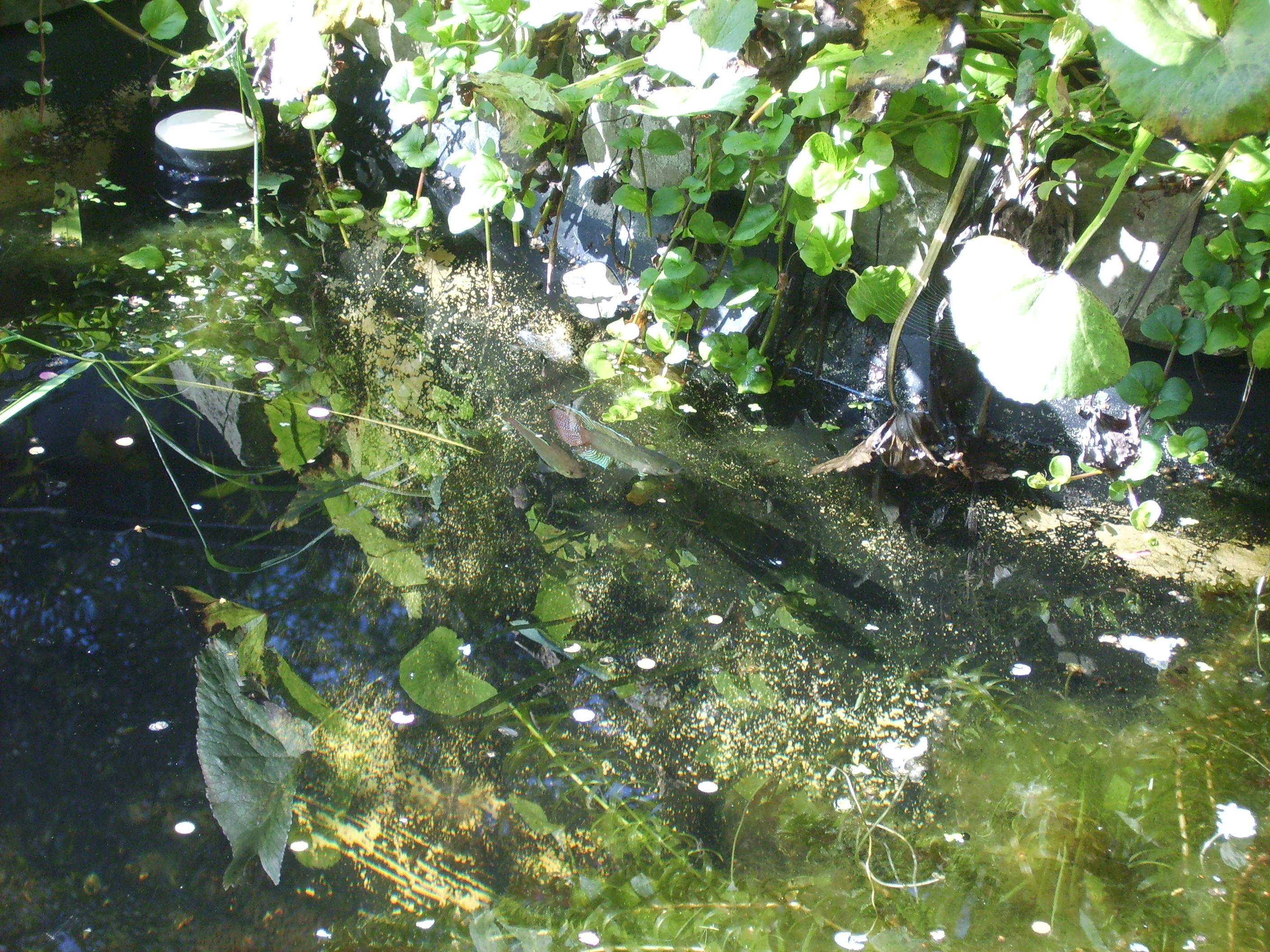

Macropodus ocellatus és una espècie de peix pertanyent a la família dels osfronèmids i a l'ordre dels perciformes.

## Etimologia
Macropodus deriva dels mots del grec antic μακρός (makros; llarg o molt gran en el seu abast) i πούς (pous, podos; peu), mentre que ocellatus fa referència a la taca en forma de punt que té a l'opercle.

## Descripció
Fa 6,2 cm de llargària màxima. 12-19 espines i 5-9 radis tous a l'única aleta dorsal. 15-20 espines i 7-15 radis tous a l'anal. 27-29 vèrtebres. Aleta caudal arrodonida. Marge inferior del preorbitari feblement dentat i incrustat sota la pell. Presenta una banda que travessa els ulls, la qual no arriba a unir-se amb la taca que té a l'opercle. 6-13 branquiespines al primer arc. L'extrem posterior de la vora de les escates corporals no és més fosc que les mateixes escates. Mascle amb una gran aleta caudal de color taronja i franges negres verticals a la zona del cap i anterior del cos. Femella més clara i una mica més petita. Aletes dorsal i anal del mascle allargades. De color vermell terrós amb taques blaves brillants. És menys alt i una mica més petit que Macropodus opercularis. 26-31 escates a la línia lateral i 15-17 al voltant del peduncle caudal. Absència d'aleta adiposa. Aletes pectorals amb cap espina i 9-12 radis tous.

## Reproducció
Produeix híbrids amb Macropodus opercularis, però només les femelles són fèrtils.

## Hàbitat i distribució geogràfica
És un peix d'aigua dolça, bentopelàgic i de clima temperat (4 °C-25 °C), el qual viu a Àsia: la Xina, el Japó (introduït des de Corea el 1914) i la península de Corea entre els rius Perla i Amur, incloent-hi el llac Bosten. Hom creu que ha estat introduït a la part russa de la conca del riu Amur. Es probable que també es trobi a Hong Kong, Taiwan i el Vietnam.

## Observacions
És inofensiu per als humans, agressiu, capaç d'adaptar-se força bé a les temperatures hivernals baixes i el seu índex de vulnerabilitat és baix (10 de 100) Els adults i joves són, de vegades, actius sota la capa de gel.